# Indra Baier-Müller
Indra Baier-Müller (* 1971 in Sonthofen) ist eine deutsche Kommunalpolitikerin (Freie Wähler). Seit dem 1. Mai 2020 ist sie Landrätin des Landkreises Oberallgäu.

## Leben

### Beruflicher Werdegang
Baier-Müller schloss ein Studium für Management im Sozial- und Gesundheitswesen an der Hochschule Ravensburg-Weingarten mit dem MBA ab. Ein Studium der Sozialpädagogik an der Universität Bamberg schloss sie mit dem Diplom ab. 
Im September 2013 übernahm Baier-Müller die Geschäftsleitung der Diakonie Kempten Allgäu e.V.
Im Zuge dieser Tätigkeit war sie auch Mitglied des Aufsichtsrates der BSG-Allgäu (Bau- und Siedlungsgenossenschaft e.G.) und stellvertretende Vorsitzende des Diakonischen Rates.

### Politische Karriere
Bei der Kommunalwahl in Bayern 2020 wurde Baier-Müller als Kandidatin der Freien Wähler für das Amt des Landrates im Oberallgäu aufgestellt. Die Stichwahl zwischen Alfons Hörmann (CSU) und Indra Baier-Müller fiel zu Gunsten von Baier-Müller aus. Sie erhielt 51,85 Prozent, Alfons Hörmann 48,15 Prozent der gültigen Stimmen. Bei der Wahl am 8. Oktober 2023 wurde sie über die Liste der Freien Wähler in den Bezirkstag Schwaben gewählt. Bei der Kommunalwahl 2026 kandidiert sie nicht erneut als Landrätin.
Bei der Bundestagswahl 2025 trat Baier-Müller als Direktkandidatin der Freien Wähler im Bundestagswahlkreis Oberallgäu an, konnte das ersehnte Direktmandat jedoch nicht gewinnen. Sie erzielte nur 9 Prozent der Wählerstimmen.

### Privates
Indra Baier-Müller ist verheiratet, hat einen erwachsenen Sohn und wohnt in Immenstadt.